# Indierollspel
Indierollspel är ett amerikanskt begrepp för rollspel som ges ut av medlemmar i den självutnämnda "indierollspelskulturen". Definititionen av "indie" i rollspelssammanhang är svår på grund av att rollspelsindustrin bedriver sin verksamhet i en annan organisation och skala än datorspel-, förläggar- och musikbranscherna. De skeenden som inspirerat de oberoende rörelserna i de industrierna återfinns inte nödvändigtvis inom rollspelsindustrin.
Även framstående amerikanska rollspelsföretag publicerar ofta i mycket liten skala. De flesta ger uteslutande ut eget material. Ur detta perspektiv skiljer sig rollspelsindustrin från de ovan uppräknade industrierna, vars oberoende rörelser uppstått som en reaktion mot en känsla av påtvingad likformighet eller en hämmad kreativitet. Det bör dock uppmärksammas att flera oberoende rollspelsskapare uppger dessa motiv för sitt oberoende. Olika definitioner omfattar krav på att de kommersiella rättigheterna, formgivningen och/eller viktiga delar av spelet kontrolleras av skaparen eller att spelet inte ges ut av ett företag. Frågan om huruvida indierollspel kan definieras är en ständigt pågående diskussion bland amerikanska rollspelare.

## The Forge
Även om kriterierna för vad som är ett indierollspel varierar kraftigt så är en av de mest inflytelserika självutnämnda indierörelserna centrerad kring Ron Edwards och Clinton R. Nixons webbplats The Forge. Forge-rörelsen definierar generellt indiespel som spel till vilka skaparen äger samtliga rättigheter. Dessa spel anses också ofta avvika från de normer och konventioner som vanligtvis råder inom den populära och traditionella delen av rollspelsindustrin med spel som till exempel Dungeons & Dragons och Vampire: The Masquerade.
Forge-rörelsens spel har vanligtvis regler som i första hand gäller hur berättelsen fortlöper, till skillnad från de rollspel vars regler fokuserar på att lyckas med handlingar eller att realistiskt simulera skeenden. Spelen är ofta hårt fokuserade på en viss kampanjmiljö - Primetime Adventures handlar till exempel om att spela en TV-serie, där varje spelmöte är ett avsnitt - och kan därför ses som antitesen till generella rollspelssystem. Det finns emellertid spel som kan spelas i vilken miljö som helst men där fokus för spelet till exempel kan vara moraliska ställningstaganden.

## Andra definitioner
Andra rollspelare och rörelser definierar indierollspel efter upplagans storlek, den skapande miljön eller om spelskaparen kallar det för ett indierollspel.
En oberoende rollspelsskapare saknar vanligtvis finansiellt stöd från ett stort företag vilket gör att andra modeller för distribution och försäljning krävs. Ett vanligt sätt att publicera spelet är i PDF-, HTML- eller annat format på en webbplats. Somliga skapare har inget intresse av att tjäna pengar medan andra har andra finansiella mål än vad ett stort företag skulle ha. Gränsen för vad som tekniskt sett är lönsamt och vad som är tillräckligt lönsamt för ett vinstinriktat företag är flytande.
Moderna verktyg för datorstödd formgivning och så kallad desktop publishing har underlättat för småskaliga spelskapare och utgivare som vill behålla kontrollen i hela skapelseprocessen. Tryckerier som erbjuder så kallad beställtryck innebär att ett spel kan gå till tryckning med minimal risk för utgivaren.
Många av dessa spel i liten utgåva anses som indierollspel av skaparna, spelarna eller andra. I USA finns företag som RPGNow och DrivethruRPG som specialiserat sig på att sälja spel i PDF-format.

## Indierollspel i Sverige
Den svenska rollspelsindustrin är åtminstone vad beträffar upplagan och ekonomin "indie". Branschens tre stora förlag, Riot Minds (Drakar och Demoner), Järnringen (Mutant) och Neogames (Eon), är i stort sett hobbyverksamheter vars intäkter finansierar omkostnaderna och där de inblandade arbetar på sin fritid för att det är roligt. Vid sidan av dessa finns några mindre verksamheter som i högre grad stämmer in på vad som i USA skulle betraktas som oberoende utgivare och spelskapare, där Krister Sundelins Rävsvans förlag och samarbetet Rävspel (Anders Blixt med flera) kan nämnas.
Om definitionen av indierollspel istället ligger på spel influerade av Forge-fåran så finns spelföretaget Kaleidosop samt kollektivet Urverk Speldesign.